# (1627) Ivar
(1627) Ivar ist ein Asteroid des Amor-Typs, der am 25. September 1929 von Ejnar Hertzsprung in Johannesburg entdeckt wurde. 
Benannt wurde der Asteroid nach einem verstorbenen Bruder des Entdeckers.